# Galati Mamertino

Ubicació de Galati Mamertino dins la província

Galati Mamertino (sicilià Galati) és un municipi italià, dins de la ciutat metropolitana de Messina. L'any 2009 tenia 2.979 habitants. Limita amb els municipis de Frazzanò, Longi, San Salvatore di Fitalia i Tortorici.

## Administració
| Període | Identitat    | Partit        |
| ------- | ------------ | ------------- |
| 2006-   | Bruno Natale | Llista cívica |

## Personatges il·lustres
- Salvatore Carnevale, sindacalista socialista assassinat per la màfia a Sciara el 1955.